# Hugo-Insel
Die Hugo-Insel (französisch Île Victor Hugo) ist eine isolierte Insel vor der Westküste der Antarktischen Halbinsel. Sie liegt rund 60 km südwestlich des Kap Monaco im Südwesten der Anvers-Insel. Die Insel ist 1,5 km lang und besitzt an ihrer Ostseite mehrere steinige Buchten und vorgelagerte Klippen.
Ihr Entdecker ist vermutlich der Norweger Karl Julius Evensen (1851–1924), Kapitän des Walfängers Hertha, der zwischen 1893 und 1894 in den Gewässern um diese Insel operierte. Teilnehmer der Vierten Französischen Antarktisexpedition (1903–1905) unter der Leitung des Polarforschers Jean-Baptiste Charcot nahmen 1904 eine Kartierung vor. Charcot benannte sie nach dem französischen Schriftsteller Victor Hugo (1802–1885), Großvater von Charcots erster Ehefrau Jeanne (1869–1941).